# Blis-et-Born
Blis-et-Born foi uma comuna francesa na região administrativa da Nova Aquitânia, no departamento Dordonha. Estendia-se por uma área de 20,33 km². Em 2010 a comuna tinha 417 habitantes (densidade: 20,5 hab./km²).
Em 1 de janeiro de 2017, passou a formar parte da nova comuna de Bassillac et Auberoche.